# Julia Marino (snowboardzistka)
Julia Marino (ur. 11 września 1997 w Westport) – amerykańska snowboardzistka, specjalizująca się w konkurencjach Big Air i slopestyle. Wicemistrzyni olimpijska z Pekinu.

## Kariera
Po raz pierwszy na arenie międzynarodowej pojawiła się 17 stycznia 2013 roku w Northstar, gdzie w zawodach FIS Race zajęła siódme miejsce w halfpipe'ie. W 2015 roku wystąpiła na mistrzostwach świata juniorów w Yabuli, zajmując trzynaste miejsce w slopestyle'u. W zawodach Pucharu Świata zadebiutowała 27 lutego 2015 roku w Park City, zajmując trzynaste miejsce w slopestyle'u. Tym samym już w swoim debiucie wywalczyła pierwsze pucharowe punkty. Na podium zawodów tego cyklu po raz pierwszy stanęła 11 lutego 2016 roku w Bostonie, wygrywając rywalizację w big air. W zawodach tych wyprzedziła dwie Kanadyjki: Jennę Blasman i Brooke Voigt. Najlepsze wyniki w Pucharze Świata osiągnęła w sezonie 2016/2017, kiedy to zajęła trzecie miejsce w klasyfikacji generalnej AFU i klasyfikacji big air, a w slopestyle'u była druga. Ponadto w sezonie 2015/2016 zdobyła Małą Kryształową Kulę w klasyfikacji big air, a w sezonie 2017/2018 ponownie była w niej trzecia. W 2015 roku zajęła 19. miejsce w slopestyle'u na mistrzostwach świata w Kreischbergu. W 2018 roku wystartowała na igrzyskach olimpijskich w Pjongczangu, gdzie była dziesiąta w big air i jedenasta w slopestyle'u. W 2022 roku, na zimowych igrzyskach olimpijskich w Pekinie wywalczyła srebrny medal w konkurencji slopestyle.

## Osiągnięcia

### Igrzyska olimpijskie
| Miejsce | Dzień     | Rok  | Miejscowość | Konkurencja | Zwyciężczyni         |
| ------- | --------- | ---- | ----------- | ----------- | -------------------- |
| 11.     | 12 lutego | 2018 | Pjongczang  | Slopestyle  | Jamie Anderson       |
| 10.     | 22 lutego | 2018 | Pjongczang  | Big air     | Anna Gasser          |
| 2.      | 6 lutego  | 2022 | Pekin       | Slopestyle  | Zoi Sadowski-Synnott |

### Mistrzostwa świata
| Miejsce | Dzień       | Rok  | Miejscowość | Konkurencja | Zwyciężczyni         |
| ------- | ----------- | ---- | ----------- | ----------- | -------------------- |
| 19.     | 21 stycznia | 2015 | Kreischberg | Slopestyle  | Miyabi Onitsuka      |
| 19.     | 9 lutego    | 2019 | Park City   | Slopestyle  | Zoi Sadowski-Synnott |

### Puchar Świata

#### Miejsca w klasyfikacji generalnej AFU
- sezon 2014/2015: 51.
- sezon 2015/2016: 13.
- sezon 2016/2017: 3.
- sezon 2017/2018: 7.
- sezon 2018/2019: 18.
- sezon 2019/2020: 11.

#### Miejsca na podium w zawodach
1. Boston – 11 lutego 2016 (Big Air) - 1. miejsce
2. Alpensia – 26 listopada 2016 (Big Air) - 2. miejsce
3. Mammoth Mountain – 4 lutego 2017 (slopestyle) - 3. miejsce
4. Québec – 11 lutego 2017 (Big Air) - 2. miejsce
5. Québec – 12 lutego 2017 (slopestyle) - 1. miejsce
6. Copper Mountain – 10 grudnia 2017 (Big Air) - 2. miejsce
7. Québec – 24 marca 2018 (Big Air) - 1. miejsce
8. Québec – 16 marca 2019 (Big Air) - 1. miejsce
9. Laax – 15 stycznia 2020 (slopestyle) - 1. miejsce